# Borovo (Kraljevo)
Pour les articles homonymes, voir Borovo.
Borovo (en serbe cyrillique : Борово) est un village de Serbie situé sur le territoire de la ville de Kraljevo, district de Raška. Au recensement de 2011, il comptait 80 habitants.

## Démographie
| 1948 | 1953 | 1961 | 1971 | 1981 | 1991 | 2002 | 2011 |
| ---- | ---- | ---- | ---- | ---- | ---- | ---- | ---- |
| 368  | 405  | 431  | 392  | 266  | 194  | 174  | 80   |

|  |